# Mary Fisher (missionär)
Mary Fisher, född cirka 1623 i Yorkshire i England, död 1698 i Charleston i South Carolina, var kväkare och en av de första resande missionärerna. Hon blev en av de "sextio tappra" som förde ut George Fox’s lära och fick lida spöstraff, fängslades och beskylldes för häxkonst i England. Hon missionerade i New England och reste ensam till Ottomanska riket där hon togs emot av sultanen, Mehmed IV.

## Biografi
Fisher växte upp i den medeltida staden Pontefract i västra Yorkshire. Hon fick en anställning som husa hos Richard and Elizabeth Tomlinson i Selby. Till familjen Tomlinson kom 1651 George Fox efter en fängelsevistelse i Derby för blasfemi. Fox’s predikan berörde Fisher och hon gick med i Vännernas samfund 1651.

### Mission och förföljelse
Många proselyter ville föra ut sin nya tro och särskilt kvinnor blev förföljda eftersom kristna kvinnor inte förväntades tala i religiösa frågor. När Mary Fisher började var hon fortfarande ung och outbildad vilket väckte anstöt.  I York kastades hon i fängelse, Efter frigivning gick hon till Cambridge där hon råkade ut för en mobb, myndigherna grep henne och hon piskades offentligt.
År 1655 reste Fisher med Ann Austin till Barbados och blev väl mottagna och guvernören övergick till Society of Friends. Fisher och Austin for sedan vidare till New England. När fartyget Swallow angjorde Boston fick kvinnorna inte gå iland. Massachusetts Bay-kolonins puritaner hade just antagit en lag som förbjöd kväkare att vistas i kolonin. Guvernörens ombud gick ombord på fartyget och tog all kväkarlitteratur i beslag och brände den. Kvinnorna fördes till Bostons fängelse, isolerades utan mat och ingen fick besöka dem, mot vite på fem pund. Efter fem veckor skickades de tillbaka på samma fartyg till England. Myndigheterna i Boston var livrädda för kväkartron.

### Mission i Osmanska riket
Året därpå reste Fisher med fem andra kväkare till Medelhavet för att försöka föra ut kväkarnas tro till den unge sultanen Mehmet IV i Osmanska riket. När Fisher kom till Smyrna på turkisk mark ville den brittiske konsuln bespara Fisher och föreslog att gruppen skulle resa tillbaka till Venedig, men en storm hindrade fartyget och Fisher hamnade i Adrianopel i Grekland. Sultanen råkade befinna sig i staden med sin armé. Fisher sökte få tag i någon som kunde presentera henne för sultanen och till slut fick hon tag i storvesiren som accepterade. Hon framförde att hon kom med ett budskap från Gud. Hela hovet samlades och hon betraktades som en ambassadör. Efter en stilla andakt framförde hon sitt budskap och förhörde sig om sultanen förstått allt. Fisher hade lyckats överbrygga sin tro över barriärerna klass och etnicitet.

### Familj och senare liv
Efter hemkomst till England träffade Fisher kväkaren William Bayly från Dorset. De gifte sig 1662. Samma år arresterades hon i London och misshandlades trots att hon var gravid. Bayly var sjöfarare och missionär och led skeppsbrott under en resa från Barbados 1675 och omkom. Tre år senare gifte Fisher om sig med kväkaren John Cross från London. De emigrerade till Amerika med tre barn från Fishers första äktenskap och bosatte sig i South Carolina. De blev en av grundarna till Charleston vid Atlantkusten. Cross dog 1687 och Fisher någon gång mellan augusti och november 1698. Hon begravdes på kväkarkyrkogården i Charleston.

## Eftermäle
Fishers dotter Susanna Bayly gifte sig med en framgångsrik jordägare och fick dottern Sophia Wigington, gift Hume (1702-1774). Sophia Hume skrev ett flertal böcker om teologi, filosofi och etik som blev rättesnöre för kväkare på 1700-talet.